# Rezervat Analamazaotra
Rezervat Analamazaotra je od leta 2015 narodni park na Madagaskarju. Je v vzhodnem delu Centralnega višavja Madagaskarja. Sosednja gozdna postaja Analamazaotra je lokalno prizadevanje za pogozdovanje. Na severu meji na narodni park Andasibe-Mantadia.
Rezervat je v regiji Alaotra-Mangoro, blizu Moramanga in Andasibe.
Narodni park Analamazaotra je 27 km od Moramange in na jugu meji na državno cesto 2, sekundarno cesto do Andasibe in železniško progo med Antananarivom in Toamasino.

## Ohranjanje
Posebni rezervat Analamazaotra, znan tudi kot Périnet-Analamazaotra, je bil ustanovljen leta 1970. 21. aprila 2015 je bil posebni rezervat združen s sosednjo gozdno postajo Analamazaotra, da bi z odlokom št. 2015-732 ustvaril narodni park Analamazaotra.

## Divje živali
V rezervatu živi enajst vrst lemurjev:
- veliki bambusov lemur (Prolemur simus);
- Indri (Indri indri);
- rdečetrebušni lemur (Eulemur rubriventer);
- manjši bambusov lemur (Haplemur griseus);
- črno-beli lemur (Varecia Variegata);
- Venčasta sifaka (Propithecus diadema);
- volnati lemur (Avahi laniger);
- Madagaskarski dolgoprstež (Daubentonia madagscariensis);
- Geoffroyev pritlikavi lemur (Cheirogaleus major).

Tu je tudi 51 vrst plazilcev, vključno z madagaskarskim drevesnim udavom (Sanzinia madagascariensis), 84 vrst dvoživk in več kot sto vrst ptic.
- Avahi laniger
- Indri
- Venčasta sifaka
- Žaba Boophis viridis
- Darwinova orhideja Angraecum sesquipedale